# Münchner Nordring
| |                                                                   |                                                                           |                                                                           |
| Streckennummer (DB): | 5560 Steinwerk–Waldtrudering 5561 Olching–Olching Streckenwechsel |                                                                           |                                                                           |
| Streckenlänge: | 35,900 km                                                         |                                                                           |                                                                           |
| Spurweite: | 1435 mm (Normalspur)                                              |                                                                           |                                                                           |
| Streckenklasse: | D4                                                                |                                                                           |                                                                           |
| Stromsystem: | 15 kV 16,7 Hz ~                                                   |                                                                           |                                                                           |
| Minimaler Radius: | 350 m                                                             |                                                                           |                                                                           |
| Streckengeschwindigkeit: | 100 km/h                                                          |                                                                           |                                                                           |
| Zugbeeinflussung: | PZB                                                               |                                                                           |                                                                           |
| Zweigleisigkeit: | Olching–München-Daglfing München-Trudering–Waldtrudering          |                                                                           |                                                                           |
| |                                                                   |                                                                           |                                                                           |
| \| \| \| von Buchloe \| \| \| \| 0,000 \| Abzw Steinwerk \| Abzw Steinwerk \| \| \| \| nach München-Pasing \| \| \| \| \| von Augsburg Hbf \| \| \| \| (0,000) \| Olching \| 505 m \| \| \| \| nach München Hbf \| \| \| \| \| \| \| \| \| \| \| \| \| \| (3,616)6,796 \| Olching Streckenwechsel (ehem. Abzw Olching Ost) \| Olching Streckenwechsel (ehem. Abzw Olching Ost) \| \| \| \| \| \| \| \| 7,711 \| Bundesautobahn 8 (53 m) \| Bundesautobahn 8 (53 m) \| \| \| 10,334 \| München-Birkenhof (bis 1942) \| München-Birkenhof (bis 1942) \| \| \| 11,239 \| Bundesautobahn 99 (74 m) \| Bundesautobahn 99 (74 m) \| \| \| \| (Neutrassierung 1991) \| \| \| \| 12,762 \| München–Treuchtlingen \| München–Treuchtlingen \| \| \| \| von München-Karlsfeld \| \| \| \| 13,332 \| von München-Allach \| von München-Allach \| \| \| \| von München-Allach und München-Karlsfeld \| \| \| \| 13,932 \| München-Ludwigsfeld (bis 1991) \| München-Ludwigsfeld (bis 1991) \| \| \| 14,636 \| München Nord Rbf (seit 1991) \| München Nord Rbf (seit 1991) \| \| \| 16,800 \| nach München-Moosach \| nach München-Moosach \| \| \| \| \| \| \| \| 17,236 \| München–Regensburg \| München–Regensburg \| \| \| 17,594 \| von München-Laim Rbf (seit 1990) \| von München-Laim Rbf (seit 1990) \| \| \| \| von München-Moosach (bis 1990) \| \| \| \| \| \| \| \| \| 18,600 \| München Nord Rbf Lassallestraße (Bft) (ehem. Abzw München-Oberwiesenfeld) \| München Nord Rbf Lassallestraße (Bft) (ehem. Abzw München-Oberwiesenfeld) \| \| \| \| \| \| \| \| \| nach München Olympiastadion (bis 1991) \| \| \| \| 18,821 \| nach München-Feldmoching \| nach München-Feldmoching \| \| \| \| von München Olympiastadion (bis 1989) \| \| \| \| 19,350 \| Abzw Oberwiesenfeld Ost \| Abzw Oberwiesenfeld Ost \| \| \| \| von München-Feldmoching (bis 1991) \| \| \| \| 20,672 \| München-Milbertshofen \| 506 m \| \| \| \| Anschluss BMW Werk 1 \| \| \| \| \| zum AW München-Freimann \| \| \| \| 22,450 \| Ingolstädter Straße (Abzw / Hp) \| Ingolstädter Straße (Abzw / Hp) \| \| \| \| nach München-Schwabing (bis 1947) \| \| \| \| \| von München-Schwabing (bis 1995) \| \| \| \| 24,390 \| München-Freimann \| München-Freimann \| \| \| \| Anschluss U-Bahn München \| \| \| \| 24,545 \| U-Bahn Münchner Freiheit–Garching \| U-Bahn Münchner Freiheit–Garching \| \| \| 25,922 \| Isar (Föhringer Eisenbahnbrücke, 155 m) \| Isar (Föhringer Eisenbahnbrücke, 155 m) \| \| \| 26,510 \| Anschluss Heizkraftwerk Nord \| Anschluss Heizkraftwerk Nord \| \| \| 27,095 \| Abzw Nordost \| Abzw Nordost \| \| \| \| nach Feldkirchen (1942–1949) \| \| \| \| 27,664 \| von München Flughafen \| von München Flughafen \| \| \| 28,406 \| München-Johanneskirchen \| 516 m \| \| \| 29,630 \| München-Englschalking \| München-Englschalking \| \| \| 30,571 \| München-Daglfing \| 516 m \| \| \| \| nach München Ost Pbf \| \| \| \| \| nach München Ost Rbf \| \| \| \| \| München–Simbach \| \| \| \| 33,001 \| von München Ost Rbf \| von München Ost Rbf \| \| \| \| von München Ost Pbf (S-Bahn) \| \| \| \| 33,503 \| München-Trudering \| 527 m \| \| \| 33,60433,600 \| (Kilometersprung +4 m) \| (Kilometersprung +4 m) \| \| \| \| \| \| \| \| \| nach Grafing Bahnhof (S-Bahn) \| \| \| \| \| von München Hbf \| \| \| \| 35,896 \| München-Waldtrudering (Abzw) \| München-Waldtrudering (Abzw) \| \| \| \| nach Rosenheim \| \| \| \| \| \| \| \| Quellen: [1][2][3][4][5][6] \| \| \| \| |                                                                   |                                                                           |                                                                           |
| Strecke |                                                                   | von Buchloe                                                               | von Buchloe                                                               |
| ehemalige Blockstelle | 0,000                                                             | Abzw Steinwerk                                                            | Abzw Steinwerk                                                            |
| Abzweig ehemals geradeaus und nach rechts |                                                                   | nach München-Pasing                                                       | nach München-Pasing                                                       |
| Strecke (außer Betrieb) · Strecke von links |                                                                   | von Augsburg Hbf                                                          | von Augsburg Hbf                                                          |
| Strecke (außer Betrieb) · Bahnhof | (0,000)                                                           | Olching                                                                   | 505 m                                                                     |
| Kreuzung geradeaus oben (Strecke geradeaus außer Betrieb) · Abzweig geradeaus und nach rechts |                                                                   | nach München Hbf                                                          | nach München Hbf                                                          |
| Abzweig ehemals geradeaus und von links · Strecke nach rechts |                                                                   |                                                                           |                                                                           |
| |                                                                   |                                                                           |                                                                           |
| ehemalige Blockstelle | (3,616)6,796                                                      | Olching Streckenwechsel (ehem. Abzw Olching Ost)                          | Olching Streckenwechsel (ehem. Abzw Olching Ost)                          |
| |                                                                   |                                                                           |                                                                           |
| Brücke | 7,711                                                             | Bundesautobahn 8 (53 m)                                                   | Bundesautobahn 8 (53 m)                                                   |
| ehemaliger Dienststation / Betriebs- oder Güterbahnhof | 10,334                                                            | München-Birkenhof (bis 1942)                                              | München-Birkenhof (bis 1942)                                              |
| Brücke | 11,239                                                            | Bundesautobahn 99 (74 m)                                                  | Bundesautobahn 99 (74 m)                                                  |
| Verschwenkung von links (Strecke außer Betrieb) · Verschwenkung von rechts |                                                                   | (Neutrassierung 1991)                                                     | (Neutrassierung 1991)                                                     |
| Kreuzung geradeaus oben (Strecke geradeaus außer Betrieb) · Kreuzung geradeaus oben | 12,762                                                            | München–Treuchtlingen                                                     | München–Treuchtlingen                                                     |
| Strecke (außer Betrieb) · Abzweig geradeaus und von links |                                                                   | von München-Karlsfeld                                                     | von München-Karlsfeld                                                     |
| Strecke (außer Betrieb) · Abzweig geradeaus und von rechts | 13,332                                                            | von München-Allach                                                        | von München-Allach                                                        |
| Abzweig geradeaus und von rechts (Strecke außer Betrieb) · Strecke |                                                                   | von München-Allach und München-Karlsfeld                                  | von München-Allach und München-Karlsfeld                                  |
| Dienststation / Betriebs- oder Güterbahnhof (Strecke außer Betrieb) · Strecke | 13,932                                                            | München-Ludwigsfeld (bis 1991)                                            | München-Ludwigsfeld (bis 1991)                                            |
| Strecke (außer Betrieb) · Dienststation / Betriebs- oder Güterbahnhof | 14,636                                                            | München Nord Rbf (seit 1991)                                              | München Nord Rbf (seit 1991)                                              |
| Strecke (außer Betrieb) · Abzweig geradeaus und nach rechts | 16,800                                                            | nach München-Moosach                                                      | nach München-Moosach                                                      |
| Verschwenkung nach links (Strecke außer Betrieb) · Verschwenkung nach rechts |                                                                   |                                                                           |                                                                           |
| Kreuzung geradeaus oben | 17,236                                                            | München–Regensburg                                                        | München–Regensburg                                                        |
| Abzweig geradeaus und von rechts | 17,594                                                            | von München-Laim Rbf (seit 1990)                                          | von München-Laim Rbf (seit 1990)                                          |
| Abzweig geradeaus und ehemals von rechts |                                                                   | von München-Moosach (bis 1990)                                            | von München-Moosach (bis 1990)                                            |
| |                                                                   |                                                                           |                                                                           |
| Blockstelle | 18,600                                                            | München Nord Rbf Lassallestraße (Bft) (ehem. Abzw München-Oberwiesenfeld) | München Nord Rbf Lassallestraße (Bft) (ehem. Abzw München-Oberwiesenfeld) |
| |                                                                   |                                                                           |                                                                           |
| Abzweig geradeaus und ehemals nach rechts |                                                                   | nach München Olympiastadion (bis 1991)                                    | nach München Olympiastadion (bis 1991)                                    |
| Abzweig geradeaus und nach links | 18,821                                                            | nach München-Feldmoching                                                  | nach München-Feldmoching                                                  |
| Abzweig geradeaus und ehemals von rechts |                                                                   | von München Olympiastadion (bis 1989)                                     | von München Olympiastadion (bis 1989)                                     |
| ehemalige Blockstelle | 19,350                                                            | Abzw Oberwiesenfeld Ost                                                   | Abzw Oberwiesenfeld Ost                                                   |
| Abzweig geradeaus und ehemals von links |                                                                   | von München-Feldmoching (bis 1991)                                        | von München-Feldmoching (bis 1991)                                        |
| Dienststation / Betriebs- oder Güterbahnhof | 20,672                                                            | München-Milbertshofen                                                     | 506 m                                                                     |
| Abzweig geradeaus und nach rechts |                                                                   | Anschluss BMW Werk 1                                                      | Anschluss BMW Werk 1                                                      |
| Abzweig geradeaus und nach links |                                                                   | zum AW München-Freimann                                                   | zum AW München-Freimann                                                   |
| ehemaliger Haltepunkt / Haltestelle | 22,450                                                            | Ingolstädter Straße (Abzw / Hp)                                           | Ingolstädter Straße (Abzw / Hp)                                           |
| Abzweig geradeaus und ehemals nach rechts |                                                                   | nach München-Schwabing (bis 1947)                                         | nach München-Schwabing (bis 1947)                                         |
| Abzweig geradeaus und ehemals von rechts |                                                                   | von München-Schwabing (bis 1995)                                          | von München-Schwabing (bis 1995)                                          |
| Dienststation / Betriebs- oder Güterbahnhof | 24,390                                                            | München-Freimann                                                          | München-Freimann                                                          |
| Abzweig geradeaus und nach links |                                                                   | Anschluss U-Bahn München                                                  | Anschluss U-Bahn München                                                  |
| Kreuzung mit U-Bahn geradeaus oben | 24,545                                                            | U-Bahn Münchner Freiheit–Garching                                         | U-Bahn Münchner Freiheit–Garching                                         |
| Brücke über Wasserlauf | 25,922                                                            | Isar (Föhringer Eisenbahnbrücke, 155 m)                                   | Isar (Föhringer Eisenbahnbrücke, 155 m)                                   |
| Abzweig geradeaus und nach rechts | 26,510                                                            | Anschluss Heizkraftwerk Nord                                              | Anschluss Heizkraftwerk Nord                                              |
| ehemalige Blockstelle | 27,095                                                            | Abzw Nordost                                                              | Abzw Nordost                                                              |
| Abzweig geradeaus und ehemals nach links |                                                                   | nach Feldkirchen (1942–1949)                                              | nach Feldkirchen (1942–1949)                                              |
| Abzweig geradeaus und von links | 27,664                                                            | von München Flughafen                                                     | von München Flughafen                                                     |
| Bahnhof | 28,406                                                            | München-Johanneskirchen                                                   | 516 m                                                                     |
| Haltepunkt / Haltestelle | 29,630                                                            | München-Englschalking                                                     | München-Englschalking                                                     |
| Bahnhof | 30,571                                                            | München-Daglfing                                                          | 516 m                                                                     |
| Abzweig geradeaus und nach rechts |                                                                   | nach München Ost Pbf                                                      | nach München Ost Pbf                                                      |
| Abzweig geradeaus und ehemals nach rechts |                                                                   | nach München Ost Rbf                                                      | nach München Ost Rbf                                                      |
| Kreuzung geradeaus unten |                                                                   | München–Simbach                                                           | München–Simbach                                                           |
| Abzweig geradeaus und von rechts | 33,001                                                            | von München Ost Rbf                                                       | von München Ost Rbf                                                       |
| Abzweig geradeaus und von rechts |                                                                   | von München Ost Pbf (S-Bahn)                                              | von München Ost Pbf (S-Bahn)                                              |
| Bahnhof | 33,503                                                            | München-Trudering                                                         | 527 m                                                                     |
| Kilometer-Wechsel | 33,60433,600                                                      | (Kilometersprung +4 m)                                                    | (Kilometersprung +4 m)                                                    |
| Strecke von links · Abzweig geradeaus und nach rechts |                                                                   |                                                                           |                                                                           |
| Strecke nach links · Kreuzung geradeaus unten |                                                                   | nach Grafing Bahnhof (S-Bahn)                                             | nach Grafing Bahnhof (S-Bahn)                                             |
| Abzweig geradeaus und von rechts |                                                                   | von München Hbf                                                           | von München Hbf                                                           |
| Blockstelle | 35,896                                                            | München-Waldtrudering (Abzw)                                              | München-Waldtrudering (Abzw)                                              |
| Strecke |                                                                   | nach Rosenheim                                                            | nach Rosenheim                                                            |
| |                                                                   |                                                                           |                                                                           |
| Quellen: |                                                                   |                                                                           |                                                                           |

Der Münchner Nordring ist eine Eisenbahnumgehungsbahn am nördlichen Rand der bayerischen Landeshauptstadt München. Sie hat hauptsächlich im Güterverkehr Bedeutung, auch weil der Rangierbahnhof München Nord an der Strecke liegt.

## Geschichte

### Erste Aufbaustufe
Die erste Eisenbahnstrecke, die später im Münchner Nordring aufging, wurde am 1. Oktober 1901 eröffnet. Es handelte sich um eine Lokalbahn nur für den Güterverkehr vom Bahnhof Moosach bei München an der Bahnstrecke München–Regensburg über Milbertshofen nach München-Schwabing.
Am 5. Juni 1909 wurde die Lokalbahn München-Ost–Ismaning eröffnet. Von Johanneskirchen, einem Bahnhof an dieser Strecke, nach München-Schwabing wurde zeitgleich eine weitere Lokalbahn für den Güterverkehr in Betrieb genommen. Der Münchner Nordring war damit in einer ersten Ausbaustufe geschlossen.

### Elektrifizierung und Ausbau

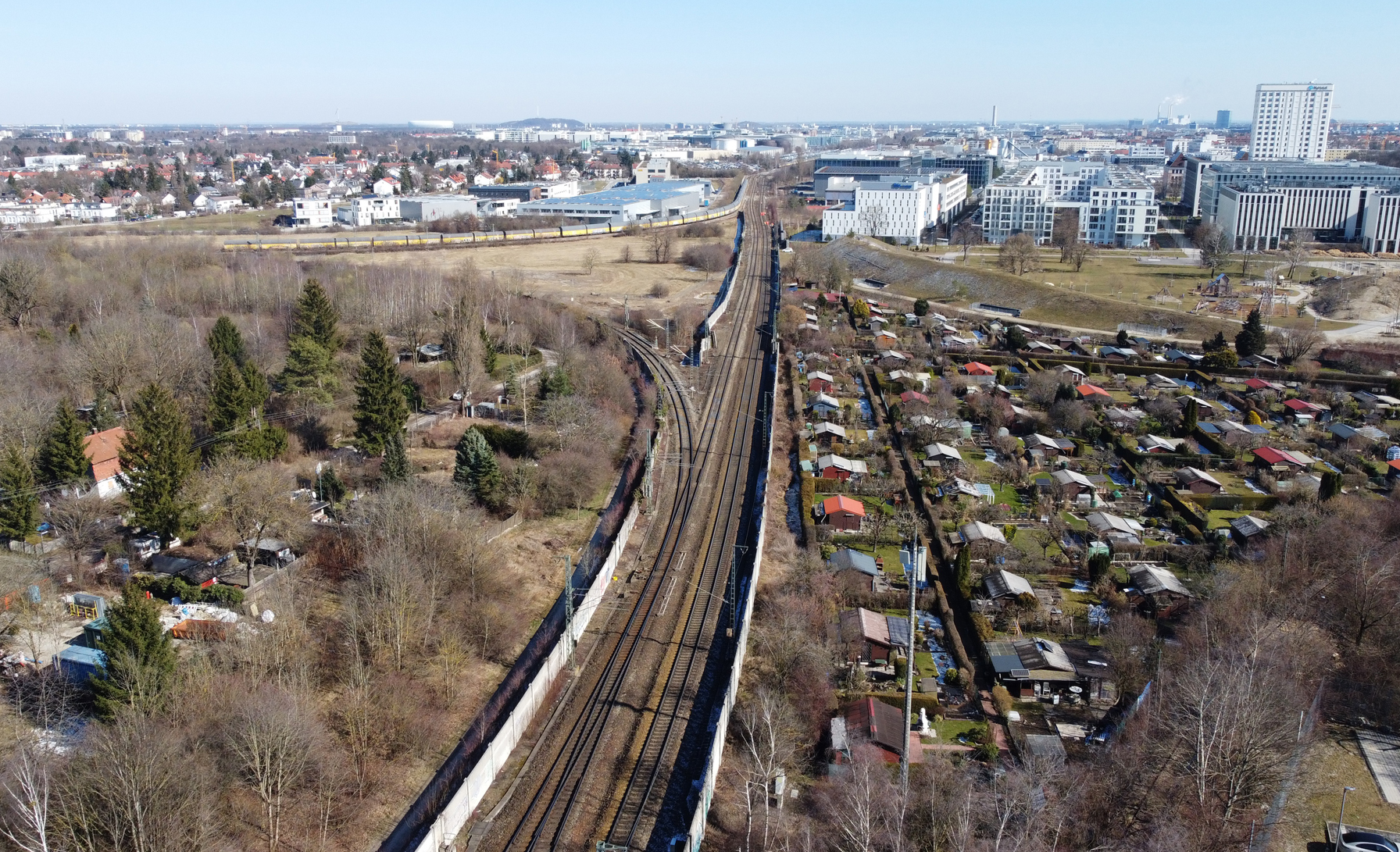
Teilstück zwischen Lassallestraße und Lerchenauer Straße von Westen nach Osten.

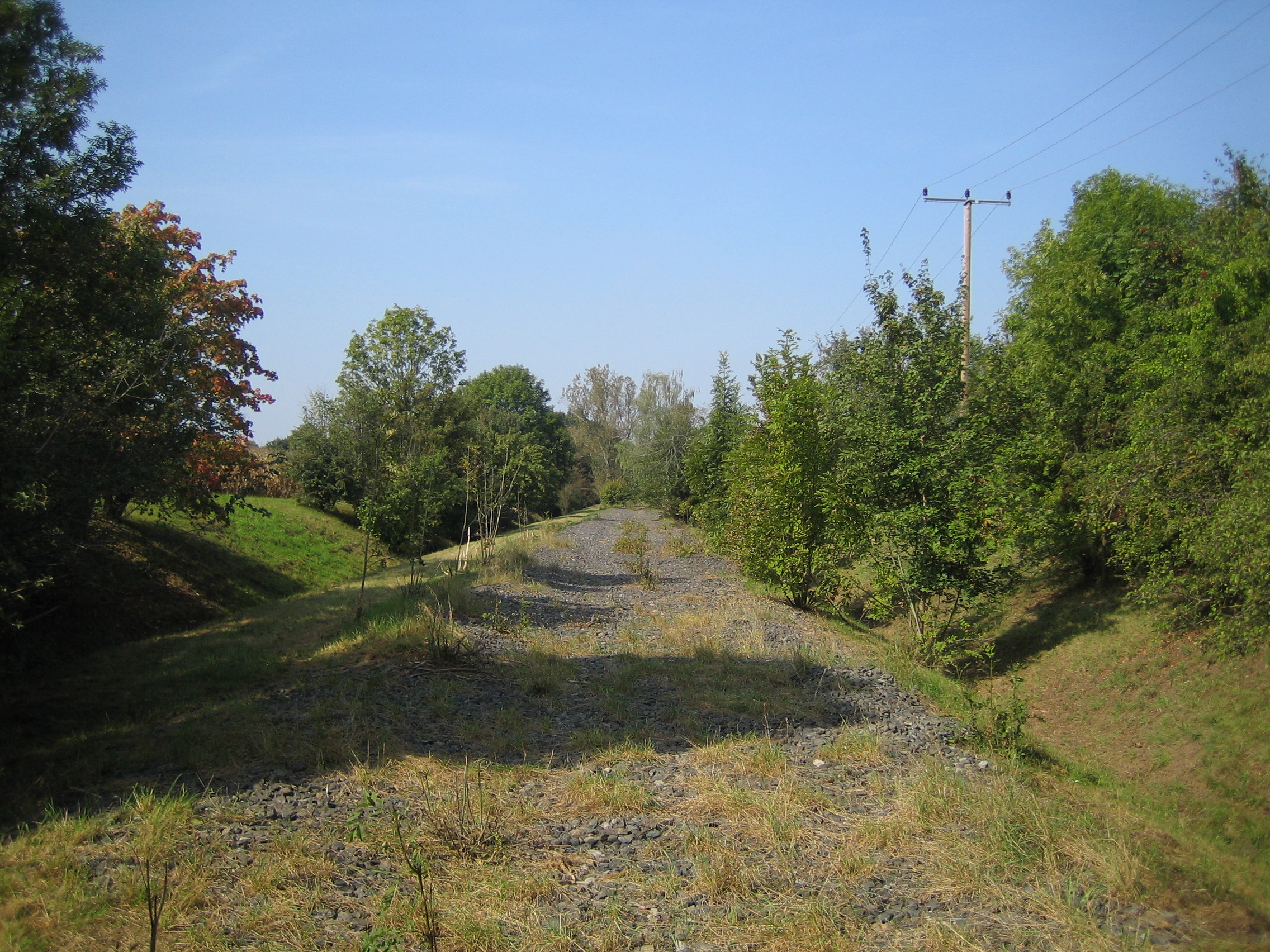
Ehemalige Bahnstrecke von Johanneskirchen nach Feldkirchen

Am 1. Februar 1924 wurde eine 3,96 km lange, eingleisige Verbindungsstrecke vom Bahnhof Feldmoching an der Bahnstrecke München–Regensburg zum Bahnhof Milbertshofen in Betrieb genommen. Am gleichen Tag wurde ebenfalls die eingleisige Bahnstrecke Milbertshofen–AW Freimann eröffnet. Somit war es nun möglich auch Züge in bzw. aus Richtung Norden auf den Nordring zu leiten.
Mitte der 1920er Jahre begannen im Bahnknoten München umfangreiche Elektrifizierungsarbeiten. So wurde am 23. August 1926 der elektrische Betrieb zwischen Moosach und München Ost Rangierbahnhof über Milbertshofen und Daglfing aufgenommen. Am gleichen Tag wurde auch die Verbindung von Milbertshofen nach Feldmoching elektrifiziert.

In den 1930er Jahren begannen Planungen für eine umfangreiche Umgestaltung der Eisenbahnanlagen in München. Dabei sollten die beiden vorhandenen Rangierbahnhöfe München-Laim und München Ost durch einen neuen Hochleistungsrangierbahnhof im Münchner Norden ersetzt werden. Anfang 1939 begann die Deutsche Reichsbahn mit dem Bau des neuen Rangierbahnhofs. Zur Anbindung des Rangierbahnhofs nahm die Deutsche Reichsbahn zum 2. Oktober 1939 im Westen die eingleisige Bahnstrecke zwischen dem Abzweig Steinwerk an der Bahnstrecke München–Buchloe über Olching nach Milbertshofen in Betrieb. In Olching am Abzweig Olching Ost wurde eine eingleisige Verbindung zum Bahnhof Olching in Richtung Augsburg geschaffen. Zugleich wurden zwei eingleisige Verbindungsstrecken eröffnet, die bei Ludwigsfeld vom Nordring abzweigten und diesen mit Allach in Richtung Süden und Karlsfeld in Richtung Norden an der Bahnstrecke München–Treuchtlingen verbanden. Im Osten wurde zeitgleich die Strecke von Daglfing nach Trudering an der Bahnstrecke München–Rosenheim in Betrieb genommen. Die Strecke von Olching nach Milbertshofen, sowie die Verbindungsstrecke von Ludwigsfeld nach Allach war dabei von Beginn an elektrifiziert. Anfang 1940 wurde mit dem Bau des Bahnhofs München-Ludwigsfeld begonnen, in welchem Baustoffe für die geplante Umgestaltung München ankommen sollten. Um Güterzüge durchgehend elektrisch in Richtung Rosenheim fahren zu können, wurde 1941 schließlich noch der Streckenabschnitt Daglfing–Trudering elektrifiziert.
Am 1. Januar 1942 nahm die Deutsche Reichsbahn die Feldkirchner Tangente von der Abzweigstelle München Nordost (bei Johanneskirchen) nach Feldkirchen als direkte Anbindung des Nordringes an die Mühldorfer Strecke in Betrieb. Eine Verlängerung der Anbindung nach Zorneding an der Rosenheimer Strecke war geplant, wurde aber nicht fertiggestellt. Zeitgleich wurde auch zwischen Olching und Trudering der zweigleisige Betrieb aufgenommen. Aufgrund des Kriegsverlaufs wurden 1942 die weiteren Bauarbeiten u. a. des geplanten Rangierbahnhofs eingestellt.
Am 30. April 1945 sprengten deutsche Soldaten die Föhringer Eisenbahnbrücke über die Isar, wodurch der Münchner Nordring unterbrochen wurde. Durch Kriegseinwirkungen wurde 1945 die Strecke vom Abzweig Ingolstädter Straße nach Schwabing stark beschädigt und außer Betrieb genommen und 1947 endgültig stillgelegt.

### Nach dem Zweiten Weltkrieg
Nach dem Zweiten Weltkrieg wurde die Verbindungsstrecke München Nordost–Feldkirchen nicht mehr bedient und 1949 stillgelegt. Zur Bedienung des städtischen Gaswerks Oberwiesenfeld wurde am 1. Januar 1946 der Bahnhof München Gaswerk in Betrieb genommen. Im Mai 1946 konnte ein Stahlträger der Föhringer Brücke wieder aus der Isar gehoben werden und ein eingleisiger Betrieb durchgeführt werden.
Der Abschnitt vom Abzweig Steinwerk bis zum Abzweig Olching Ost wurde bereits 1949 wieder stillgelegt und ist entwidmet.
1956 wurde das zweite Gleis zwischen Daglfing und Trudering wieder abgebaut. Im Rahmen der Elektrifizierung des Streckenabschnitts Dachau–Treuchtlingen wurde am 5. Mai 1960 auch die Verbindungsstrecke Ludwigsfeld–Karlsfeld elektrifiziert.
Mit dem Bau des Euro-Industrieparks nördlich des Nordrings zwischen Milbertshofen und Freimann wurde in den 1960er Jahren eine Reihe neuer Gleisanschlüsse in Betrieb genommen. Am 1. Januar 1964 wurde der elektrische Betrieb zwischen Milbertshofen und AW Freimann aufgenommen. Ebenfalls 1964 wurde das Heizkraftwerks Nord zwischen den Bahnhöfen Johanneskirchen und Freimann in Betrieb genommen, welches über einen Gleisanschluss mit Kohle versorgt wird.
Am 1. November 1970 wurde die neue Strecke vom Abzweig Oberwiesenfeld Ost zu dem im Bau befindlichen Bahnhof München Olympiastadion neu errichtet.

### Neubau Rangierbahnhof München Nord
Der bereits Ende der 1930er Jahre begonnene und 1942 wieder eingestellte Neubau eines Rangierbahnhofs wurde 1987 schließlich wieder neu aufgenommen. Im Rahmen dieser Arbeiten wurde der Bahnhof Ludwigsfeld zunächst als Baubahnhof genutzt und bis 1991 komplett stillgelegt.
Im Rahmen der Bauarbeiten wurden im Bereich des Rangierbahnhof Nord auch die Verbindungsstrecken zu den benachbarten Bahnstrecken neu gebaut. So wurde zwischen dem 25. August und dem 31. Oktober 1990 die Strecke zwischen Moosach und dem Abzweig Oberwiesenfeld sowie 1991 die Strecken von Allach, Karlsfeld und Feldmoching neu gebaut.
Der Rangierbahnhof München Nord wurde schließlich 1991 in Betrieb genommen.
Am 13. Dezember 1995 wurde das Streckengleis Milbertshofen–AW Freimann stillgelegt und fortan als Nebengleis weiterbetrieben.

## Streckenverlauf

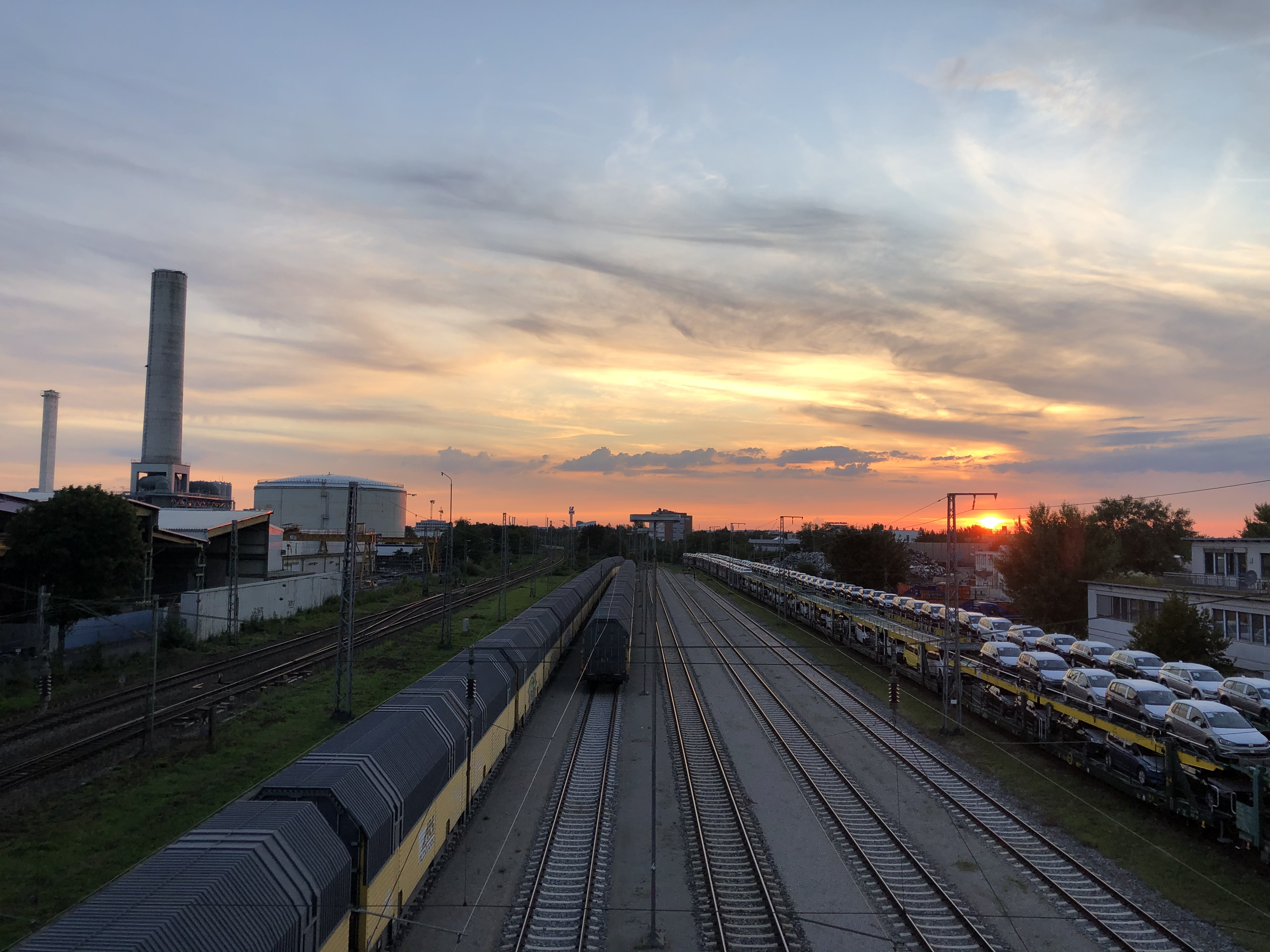
Teilstück des Nordrings vom Güterbahnhof Freimann nach Westen Richtung Moosach

Bis nach dem Zweiten Weltkrieg begann die Strecke in der Abzweigstelle Steinwerk bei Eichenau (an der Bahnstrecke München–Buchloe). Dieser Abschnitt bis zur ehemaligen Abzweigstelle Olching Ost ist heute noch in Grundzügen zu erkennen, Gleise liegen nicht mehr. Die Brücke über die Bahnstrecke München–Augsburg wurde erhalten und dient als Überführung für Fuß- und Radverkehr. Der Nullpunkt der Streckenkilometrierung ist weiterhin die ehemalige Abzweigstelle Steinwerk.
Eine Verbindungskurve beginnt im Bahnhof Olching und geht an der ehemaligen Abzweigstelle Olching Ost in die weitere Strecke über, die von dort nördlich von Gröbenzell zunächst bis zum Münchner Stadtteil Allach verläuft. Hier stoßen Verbindungsstrecken von der Bahnstrecke München–Treuchtlingen hinzu, ehe die Strecke dann den Rangierbahnhof München Nord passiert. Im Bereich der Ausfahrgruppe gibt es eine Verbindungskurve über den Bahnhof München-Moosach zum Bahnhof München-Laim. Ebenso wird von hier die Bahnstrecke München–Regensburg in nördlicher Richtung erreicht.
Östlich des Rangierbahnhofs verläuft die Strecke Am Oberwiesenfeld, am Nordrand des Olympischen Dorfes. Hier bestand früher eine Fahrmöglichkeit zum ehemaligen Bahnhof München Olympiastadion.
Im weiteren Verlauf der Strecke in Richtung Osten liegen zwei Bahnhöfe, die nur von Güterzügen durchfahren werden: München-Milbertshofen und München-Freimann. Westlich des Bahnhofs München-Milbertshofen beginnt das Anschlussgleis zum BMW Werk 1. Auf der Trasse des ehemals östlich davon abzweigenden Gleises zum Güterbahnhof München-Schwabing verlaufen heute die Gleise der Trambahnlinie 23. Er unterquert die Lilienthalallee und die A9. Östlich des Bahnhofs München-Freimann besteht ein Anschlussgleis zur Linie U6 der U-Bahn München, das zur Anlieferung von U-Bahnzügen genutzt wird. Nach der Querung der Isar über die Föhringer Eisenbahnbrücke fädelt die Strecke von München Flughafen ein, die sich im Bahnhof Daglfing als Verbindungskurve nach München Ost wieder von ihr abzweigt. Über einen eingleisigen Abschnitt, die Truderinger Spange, führt der Nordring dann weiter zum Bahnhof München-Trudering, wo er kurz darauf in die Hauptbahn in Richtung Rosenheim übergeht.

## Verkehr

### Güterverkehr

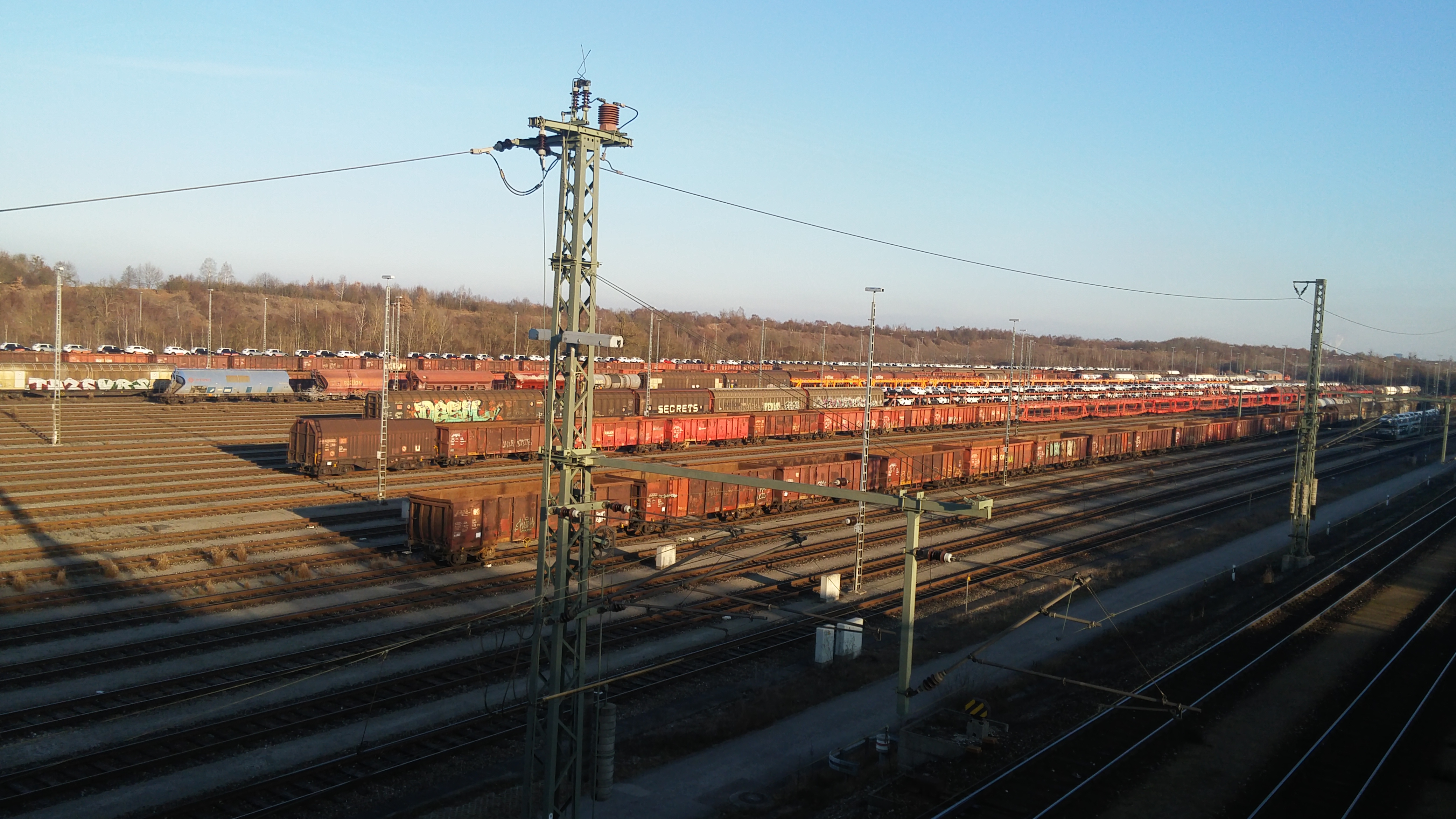
Blick von der Dachauer Straße aus auf den Rangierbahnhof

Die Strecke wird von vielen nationalen und internationalen Güterzügen genutzt. Der Großteil des Güterverkehrs verkehrt hierbei auf aus Richtung Augsburg und Ingolstadt weiter in Richtung Rosenheim–Kufstein oder Salzburg. Hierzu gehörten bis zu ihrer Einstellung unter anderem auch die Züge der Rollenden Landstraße Manching–Brennersee.

#### Örtliche Bedienfahrten
Im Bahnhof Milbertshofen findet insbesondere mit der Mineralölindustrie Güterverkehr statt. Von Milbertshofen aus wird außerdem der Werksverkehr von BMW abgewickelt.
Nur noch wenige Gleisanschlüsse hat der Bahnhof Freimann. Dazu gehört das Verbindungsgleis zur U-Bahn München, sowie Anschlüsse zu einem Recycling-Unternehmen und zur DB Systemtechnik. Im Euro-Industriepark sind alle Gleisanschlüsse inzwischen aufgegeben.
Nördlich von Johanneskirchen wird das Heizkraftwerk Nord der Stadtwerke München mit Kohle-Ganzzügen bedient. Hier werden jährlich ca. 350.000 t Steinkohle angeliefert.

### Personenverkehr
Zwischen 1. Oktober 1948 und 14. Mai 1949 verkehrten zwischen Moosach über Freimann nach München Ost Pbf Personenzüge.
Zu den Olympischen Spielen 1972 wurde der Nordring benutzt, um S-Bahnen und Sonderzüge sowohl von Westen (Moosach) als auch von Osten (Englschalking) aus zum eigens dafür errichteten Bahnhof München Olympiastadion zu führen. Nach der Olympiade wurde die Station nur noch sporadisch bei Veranstaltungen und nur noch von Westen her angefahren. Nach der Fußball-Europameisterschaft 1988 wurde die Station endgültig stillgelegt und aufgelassen.
Für Bahnmitarbeiter, die am Rangierbahnhof München Nord arbeiteten, gab es bis in die 1990er Jahre einen Pendelzug zwischen diesem Bahnhof und dem Halt München-Moosach. Dieser Zug wurde aus einem Uerdinger Schienenbus gebildet.
Außer einigen Nachtzügen und den auf dem Abschnitt Daglfing–Johanneskirchen verkehrenden S-Bahnen zum Flughafen findet planmäßig kein Personenverkehr auf dem Nordring statt. Bei einer Sperrung von Zulaufstrecken nach München Hauptbahnhof wird die Strecke abschnittsweise im Umleiterverkehr genutzt.
Das Bayerische Innenministerium, das Münchner Planungsreferat und der MVV führen eine Machbarkeitsstudie für einen S-Bahn-Verkehr auf dem Nordring München durch. BMW setzt sich für eine bessere Anbindung seines Forschungs- und Innovationszentrums über eine solche Verbindung ein. Zwischen Karlsfeld an der Bahnstrecke München–Ingolstadt und dem Euro-Industriepark soll eine S-Bahn-Verbindung für Pendler entstehen. An der Knorrstraße soll ein Haltepunkt entstehen, der sich in der Nähe des U-Bahnhofs Frankfurter Ring befinden würde. In Karlsfeld würde Anschluss zur S-Bahn Linie S 2 bestehen.

## Ausbesserungswerk München-Freimann
Der Bahnhof München-Freimann liegt südlich des ehemaligen AW München-Freimann, in dem früher mehrere tausend Menschen arbeiteten. Heute befindet sich dort noch die DB Systemtechnik (ehem. Forschungs- und Technologiezentrum) der Deutschen Bahn, zu der noch Versuchsfahrzeuge überführt werden. Das Areal des AW wird heute vielseitig genutzt. Zum einen gehören Teile zum Euro-Industriepark, zum anderen werden die teilweise denkmalgeschützten Gebäude für Sport, Kultur, Hotellerie und Gastronomie genutzt, so zum Beispiel die Veranstaltungshalle Zenith, die Motorworld und die Vereinsstätte des Sportvereins ESV München-Freimann.

## Möglicher Ausbau
Zur Entflechtung des Güterverkehrs vom S-Bahn-Verkehr soll der Streckenabschnitt Daglfing–Johanneskirchen viergleisig ausgebaut werden. Das Projekt befindet sich in der Vorplanung.
Um in Zukunft eine direkte Verbindung zwischen dem Nordring und der Bahnstrecke München–Mühldorf sowie dem Umschlagbahnhof München-Riem zu schaffen, ist die sogenannte Daglfinger Kurve geplant. Bisher müssen Güterzüge dieser Relation im Rangierbahnhof München Ost wenden oder über die Bahnstrecken München-Laim–München Süd und München–Rosenheim (Münchner Südring) verkehren. Durch diese Maßnahme könnten der Bahnhof München Ost Rangierbahnhof und der Südring entlastet werden. Außerdem soll die Strecke zwischen den Bahnhöfen Daglfing und Trudering zweigleisig ausgebaut werden.
Im Rahmen der Einführung des Personenzugbetriebs zwischen Karlsfeld oder Moosach zum Euro-Industriepark sind zwei neue Haltepunkte auf dem Nordring vorgesehen. Mit Stand 2024 wird die S-Bahn-Linie nach Karlsfeld verfolgt, die eventuell weiter nach Dachau Bahnhof verlängert wird und einen weiteren Halt an der Lassallestraße erhalten soll. Später, wenn die Bahnstrecke zwischen Daglfing und Johanneskirchen viergleisig ist, kann die Linie nach Haar verlängert werden. Zudem könnte eine weitere Linie zwischen Feldmoching und Riem verkehren, wofür zwischen den Güterbahnhöfen Milbertshofen und Freimann ein viergleisiger Ausbau notwendig ist.
Im November 2024 wurde berichtet, dass sich der Ausbau „wegen fehlenden Planern“ verzögert und mit einer Aufnahme des Personenzugbetriebs erst um 2035 zu rechnen ist.